# Procession religieuse
Pour les articles homonymes, voir Procession.

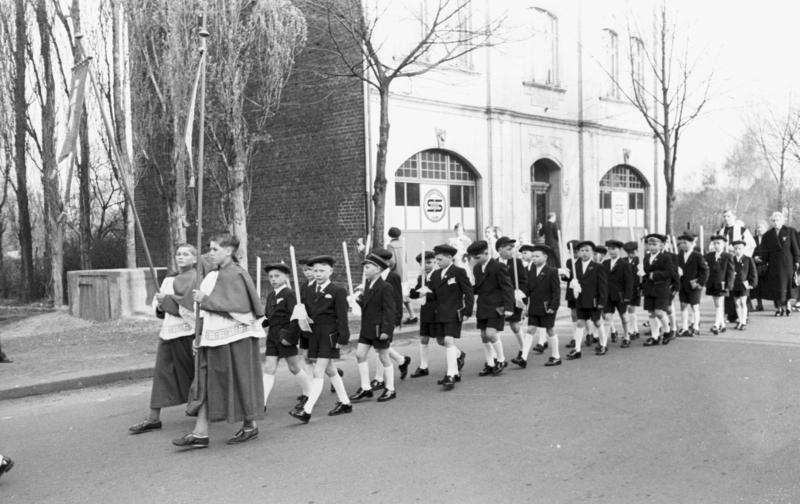
Procession de communiants en Allemagne (1953).

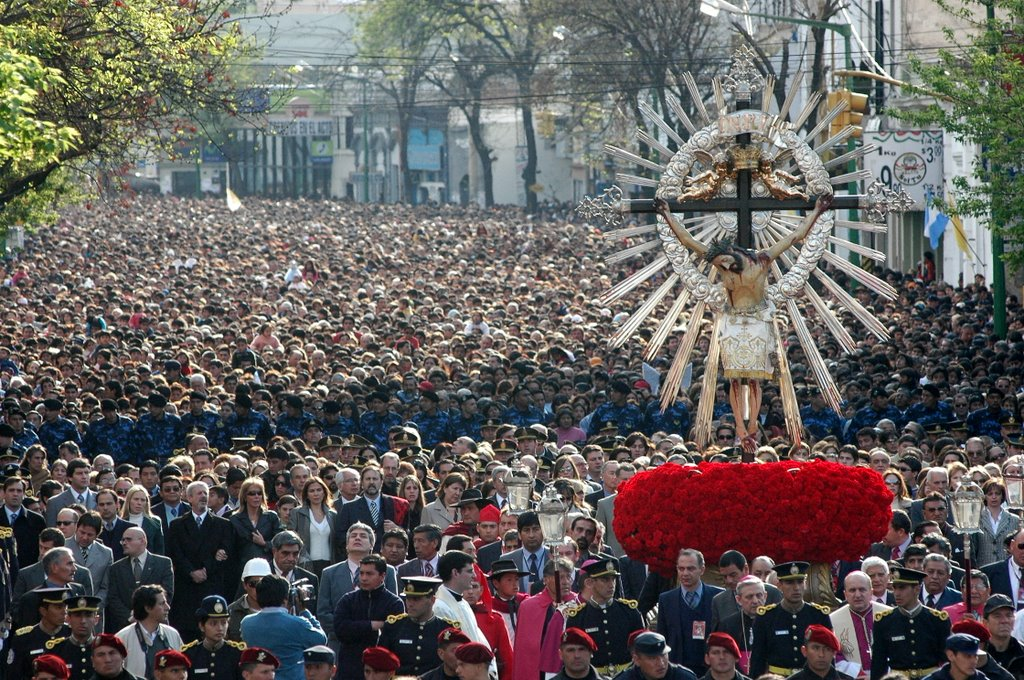
Procession à Salta (Argentine) en 2004.

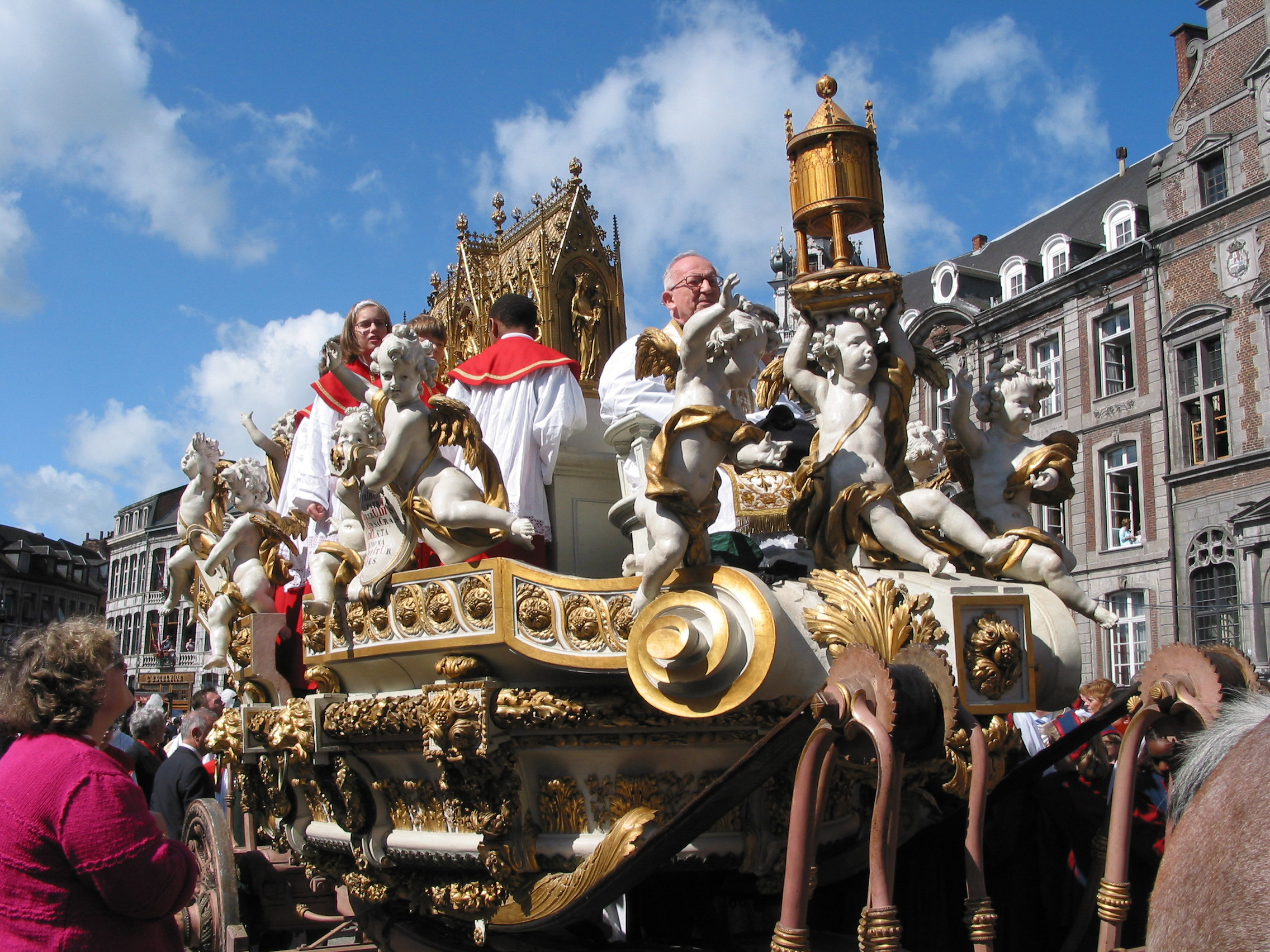
La procession du « Car d'Or » à Mons (Hainaut).

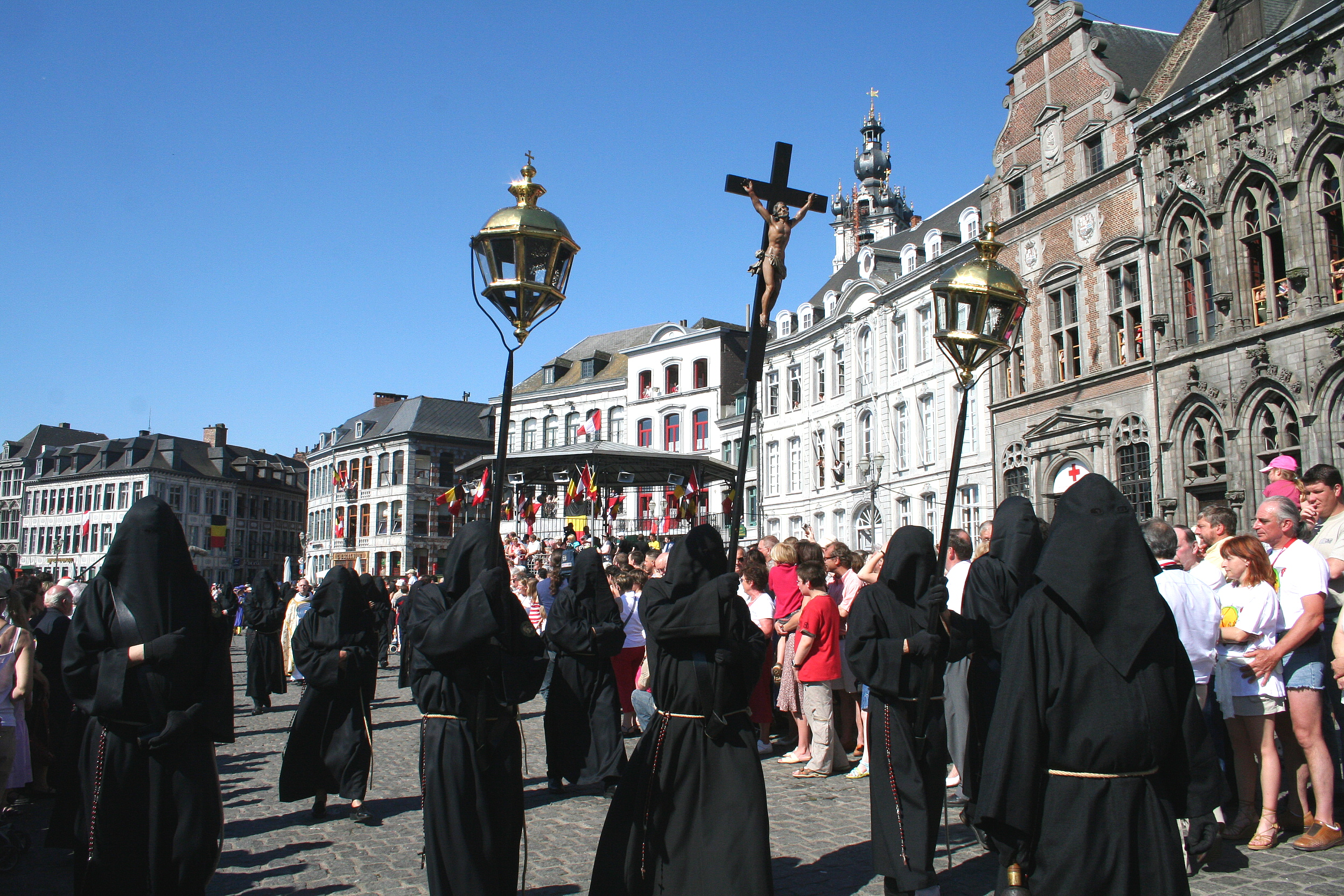
La confrérie des « Beubeux » dans la procession de Mons (Hainaut).

Une procession religieuse  est un cortège de fidèles qui dans l’accomplissement d’un acte rituel et religieux, défilent solennellement d’un lieu à un autre (plus important), tout en priant, chantant ou accomplissant d’autres actes de dévotions. La procession est expression symbolique du pèlerinage de la vie qui est fait en compagnie de Dieu. Cet article traite des processions dans le catholicisme. Il en existe également dans l'orthodoxie et dans le bouddhisme.
Certaines processions annuelles, de par leur ancienneté et leur grande élaboration gestuelle, musicale et vestimentaire sont devenues des parades et événements folkloriques et touristiques, qui n’ont plus de religieux que leur origine.
D'autres comme celles de la Semaine sainte, en Espagne, en Italie, au Portugal ou aux Philippines, ou les pardons en Bretagne, sont suivies par des foules recueillies et nombreuses.

## Historique

### Antiquité
Aristote décrit des processions phalliques au IVe siècle av. J.-C. en l'honneur de Dionysos.
Les premières processions chrétiennes historiquement connues sont celles qui se déroulaient à Jérusalem en mémoire de la Passion et de la Résurrection du Christ. Elles nous sont connues par le récit de voyage d'Égérie au IVe siècle.

### Origine
L'origine de la procession auprès de l'Église d'Occident n'était pas issue du rite romain ancien. Il s'agissait d'une pratique dans le rite gallican. S'il n'est pas certain qu'il fût l'inventeur, Mamert de Vienne († vers 475) disposa un calendrier liturgique qui organisait plusieurs processions (rogations). Il avait pour but de remplacer les festivités païennes, sans provoquer le conflit psychologique des fidèles s'étant convertis au catholicisme, et d'installer de bonnes coutumes dans son diocèse,,.

### Le Moyen Âge et le culte des reliques
Au Moyen Âge, ces processions prennent de l'ampleur pour devenir de grandes cérémonies au moment de la Contre-Réforme. Elles sont alors soigneusement organisées et balisées. Chaque ordre religieux, chaque membre du clergé ayant sa place définie. Elles balisent la ville et les parcours ne doivent rien au hasard. L'étude de celui-ci permet souvent de mettre en relation des événements miraculeux qui se sont produits dans tel ou tel quartier de la ville. Les plus grandes processions ont lieu lors des Rogations.
Elles sont considérées comme à la fois méritoires et utiles dans la perspective du Salut. C’est un des rituels majeurs de la fin du Moyen Âge.
Il existe différentes processions, ce sont des marches qui se distinguent par leurs fonctions, elles peuvent avoir une fonction pénitentielle, mais aussi festive. Elles se distinguent par leur fonction, mais aussi par leur caractère ordinaire (comme pour la fête des Rameaux, une semaine avant Pâques qui commémore l’entrée de Jésus à Jérusalem) ou extraordinaire (comme les processions à l’occasion d’une visite pontificale, de la venue du roi, du couronnement royal ou de la naissance d’un prince). Il y a aussi des processions extraordinaires d’action de grâce par exemple après une victoire. Ce sont des processions de requêtes destinées à attirer la bénédiction de Dieu, l’aide et la protection des Saints pour assurer la croissance des récoltes. Elles se déroulent pendant les trois jours qui précèdent l’Ascension. Ces Rogations ont aussi lieu en ville et sont très souvent des processions de reliques qui concourent à la sacralisation de l’espace urbain.

### Évolution des processions

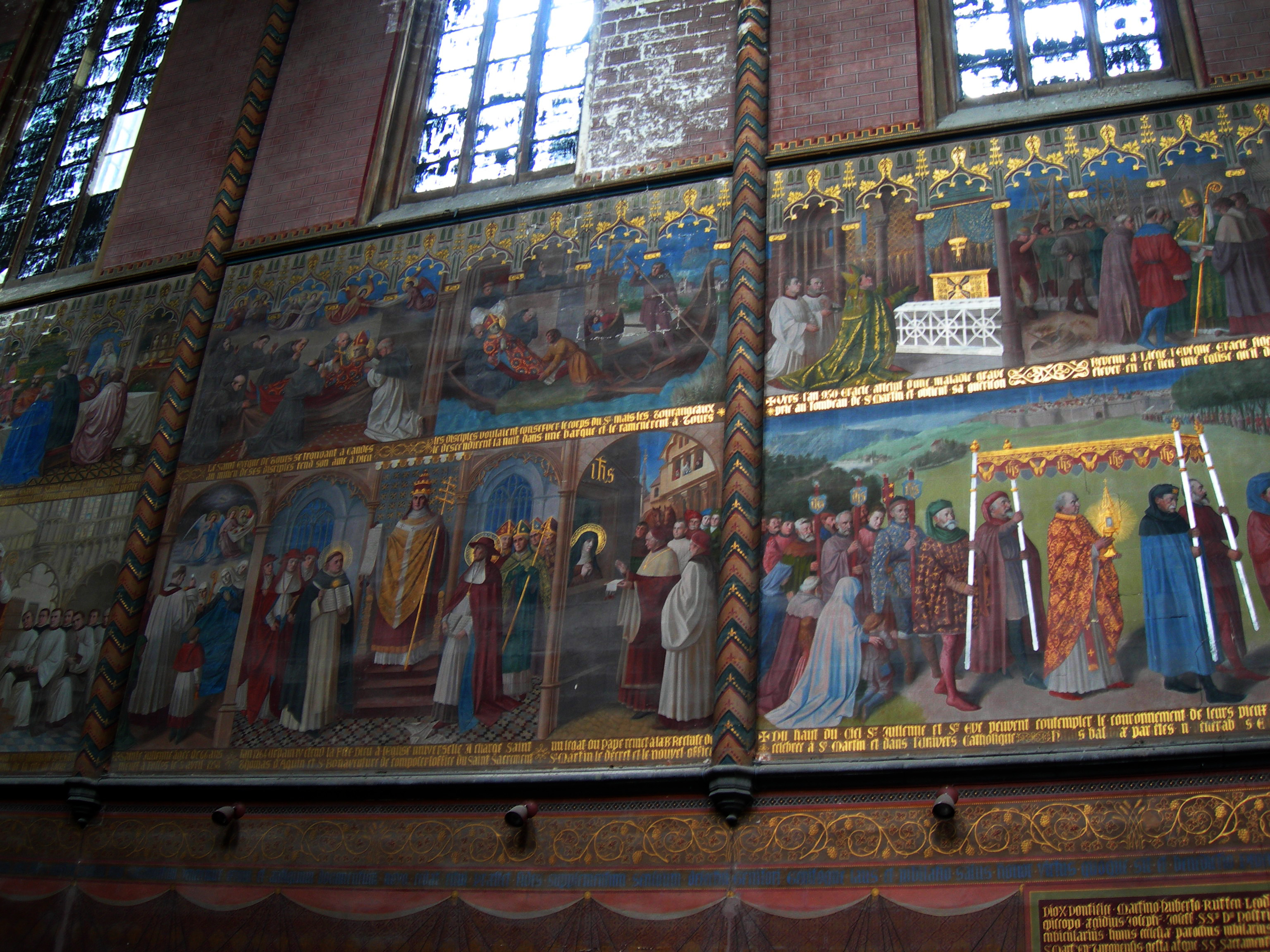
Procession du Corpus Domini dans la basilique Saint-Martin de Liège (à droite).

D’autre part, les XIVe et XVe siècles voient se multiplier par ailleurs les processions de dévotion comme celle de la Fête Dieu (ou Corpus Domini). C’est une procession nouvelle consacrée et instituée à Liège en 1246, qui se déroule le jeudi après la semaine de Pentecôte. Elle est la traduction de la dévotion eucharistique qui se développe très fortement aux XIVe et XVe siècles. On promène l’hostie consacrée, ces processions sont de très grands succès et font partie de celles qui sont les plus suivies. Elles donnent lieu à un grand déploiement de fastes et permettent d’observer, de contempler le corps du Christ incarné dans l’hostie. Toute une typologie de ces processions se développe aux XIVe et XVe siècles.
Ces processions prennent une place de plus en plus importante dans la vie civique des villes car elles rassemblent l’ensemble de la communauté urbaine qui défile de manière organisée et hiérarchisée. Jusqu’alors, c’était un cérémonial clérical qui se développait à ce titre essentiellement dans un espace ecclésiastique de la ville, autour des bâtiments de l’église, principalement le cloître (pour une église cathédrale) et le cimetière. À la fin du XIVe  et au  XVe siècle, elles s’incorporent aux rituels civiques, l’évolution dans la procession est la théâtralisation de plus en plus marquée, par l’apparition par exemple de cortèges de figurants. Au-delà de ces formes qui évoluent, la procession est surtout le signe d’une très grande vitalité religieuse.

### Les processions des Églises orientales
Les processions des Églises orientales sont nombreuses et liées au temps liturgique. Celles de Pâques ont lieu dans la nuit de Pâques avec la bénédiction du feu avant d'entrer dans l'église pour la liturgie, et dans la journée de Pâques où les icônes et les croix de procession sont portées autour de l'église et dans la campagne environnante.

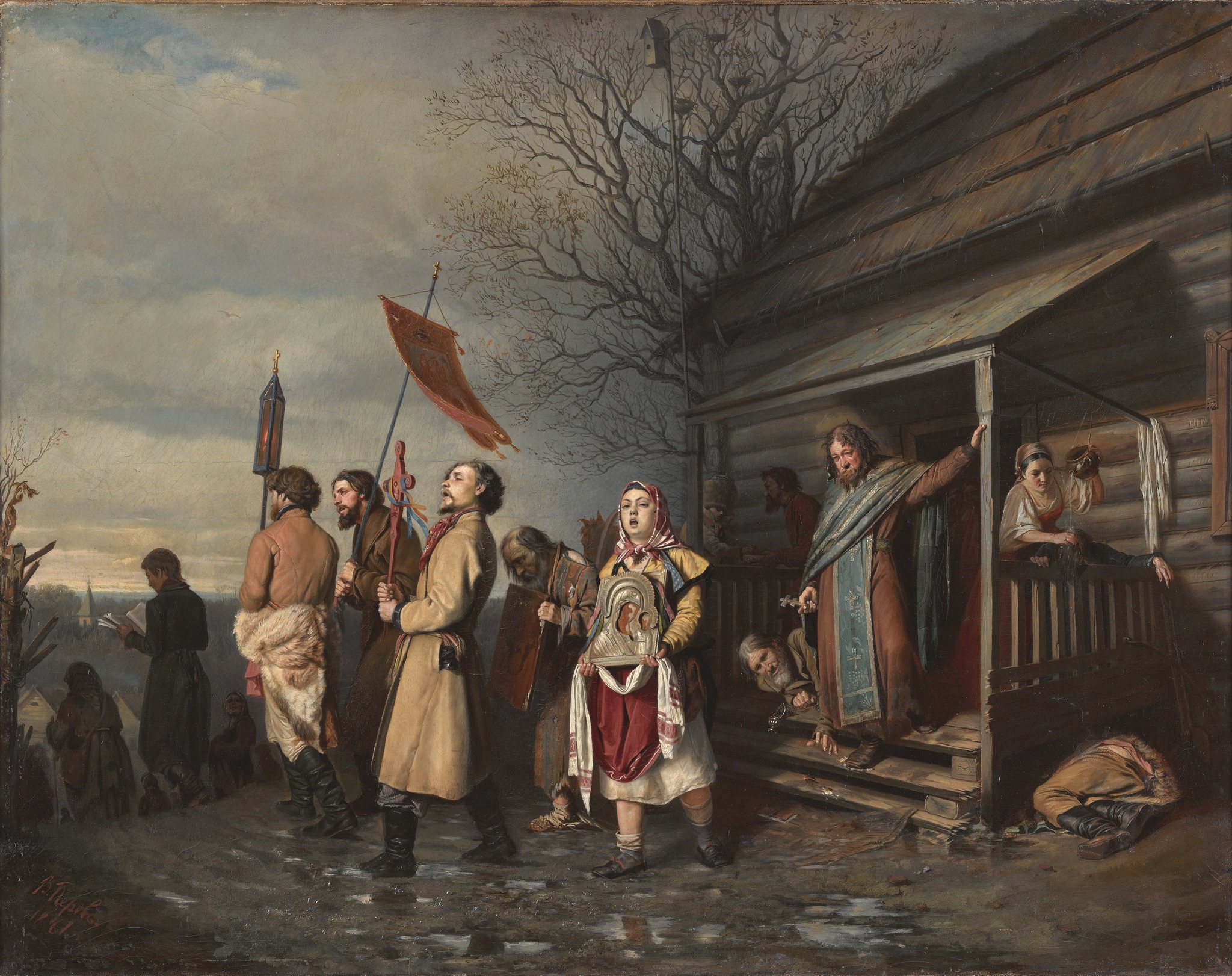
Perov - La Procession de Pâques au village (1861).
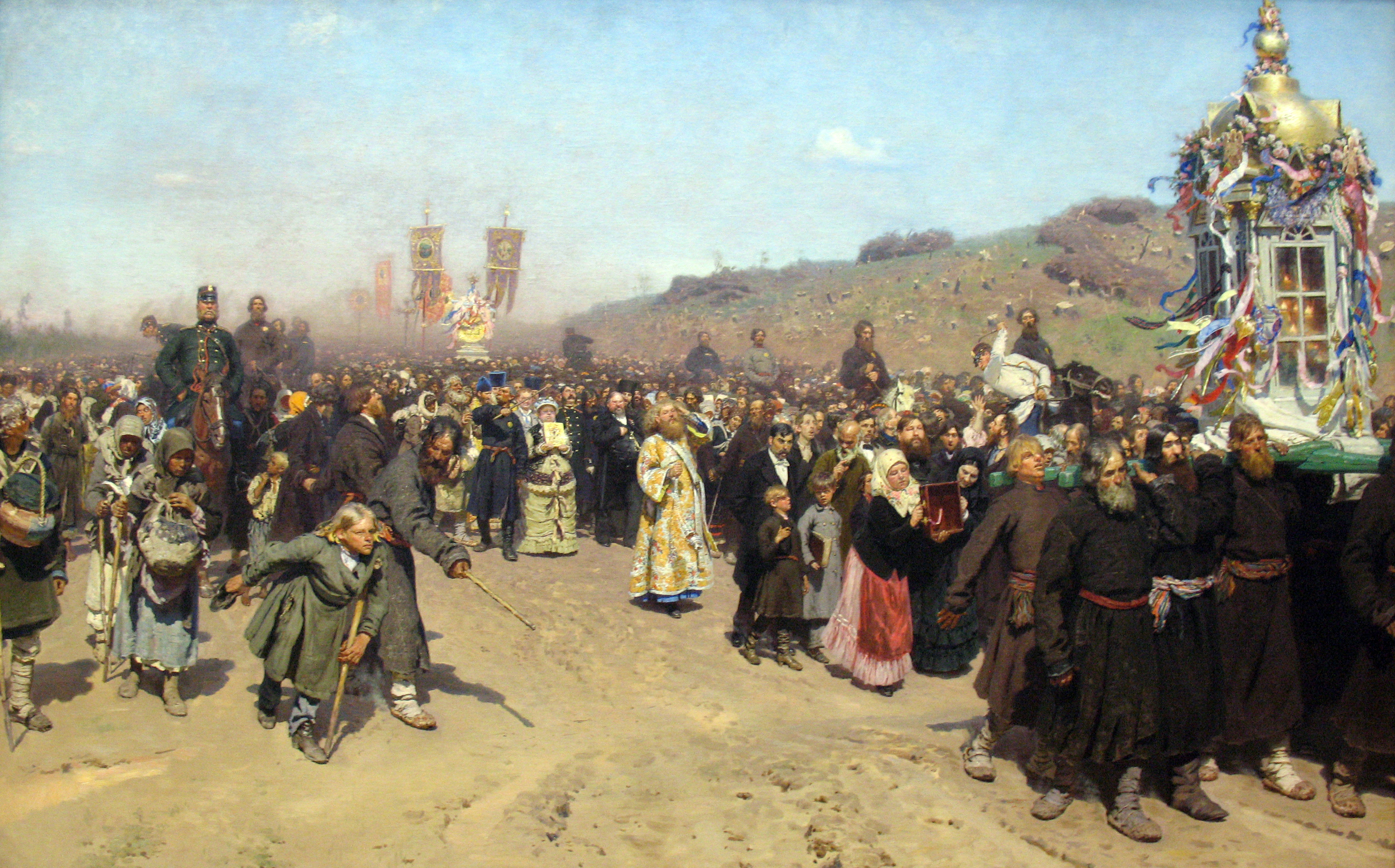
Ilya Répine - Procession de Pâques dans la Province de Koursk (1883) - Moscou Galerie Trétyakov
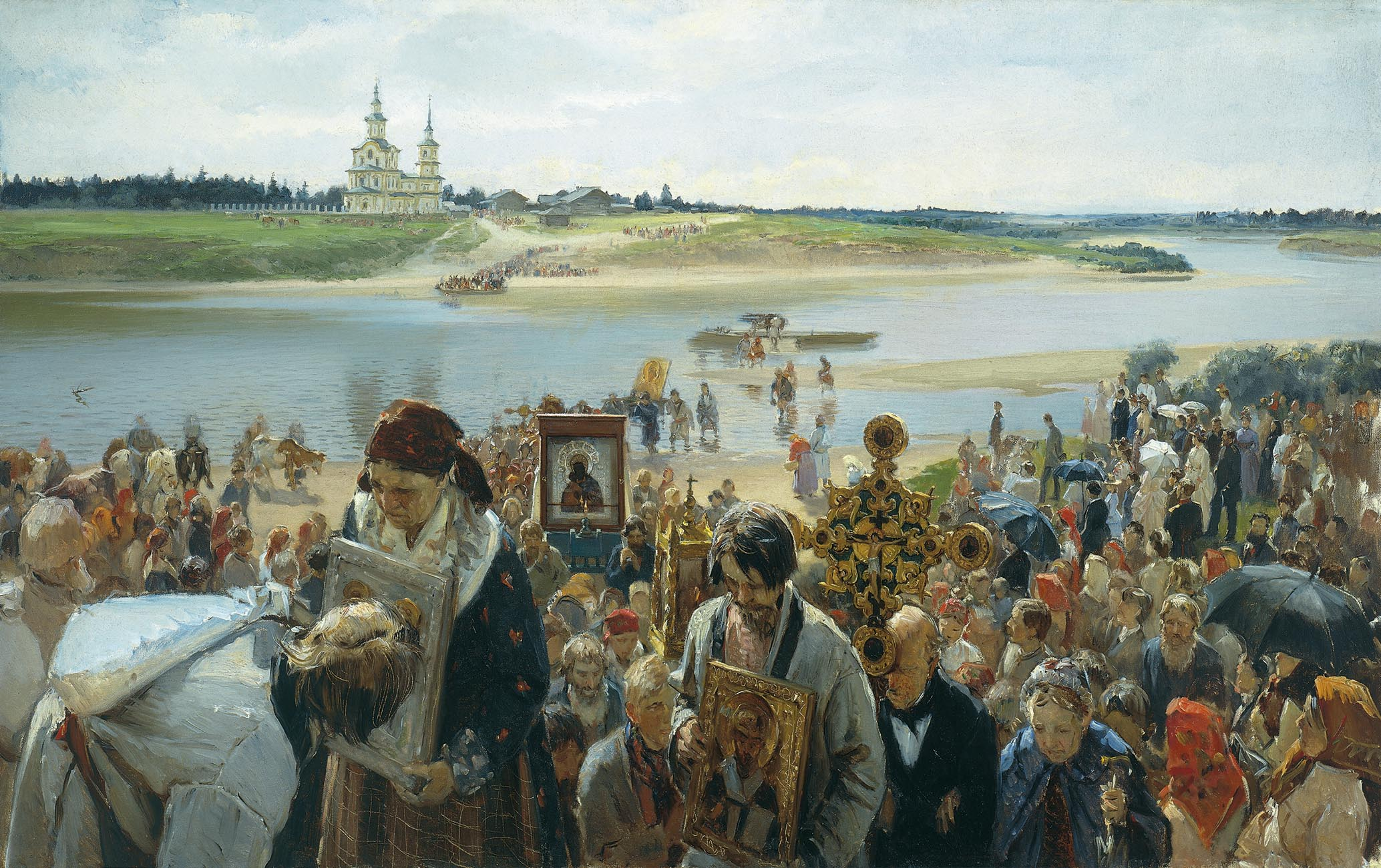
Prianichnikov - Procession de Pâques au bord de la Louza (1893).
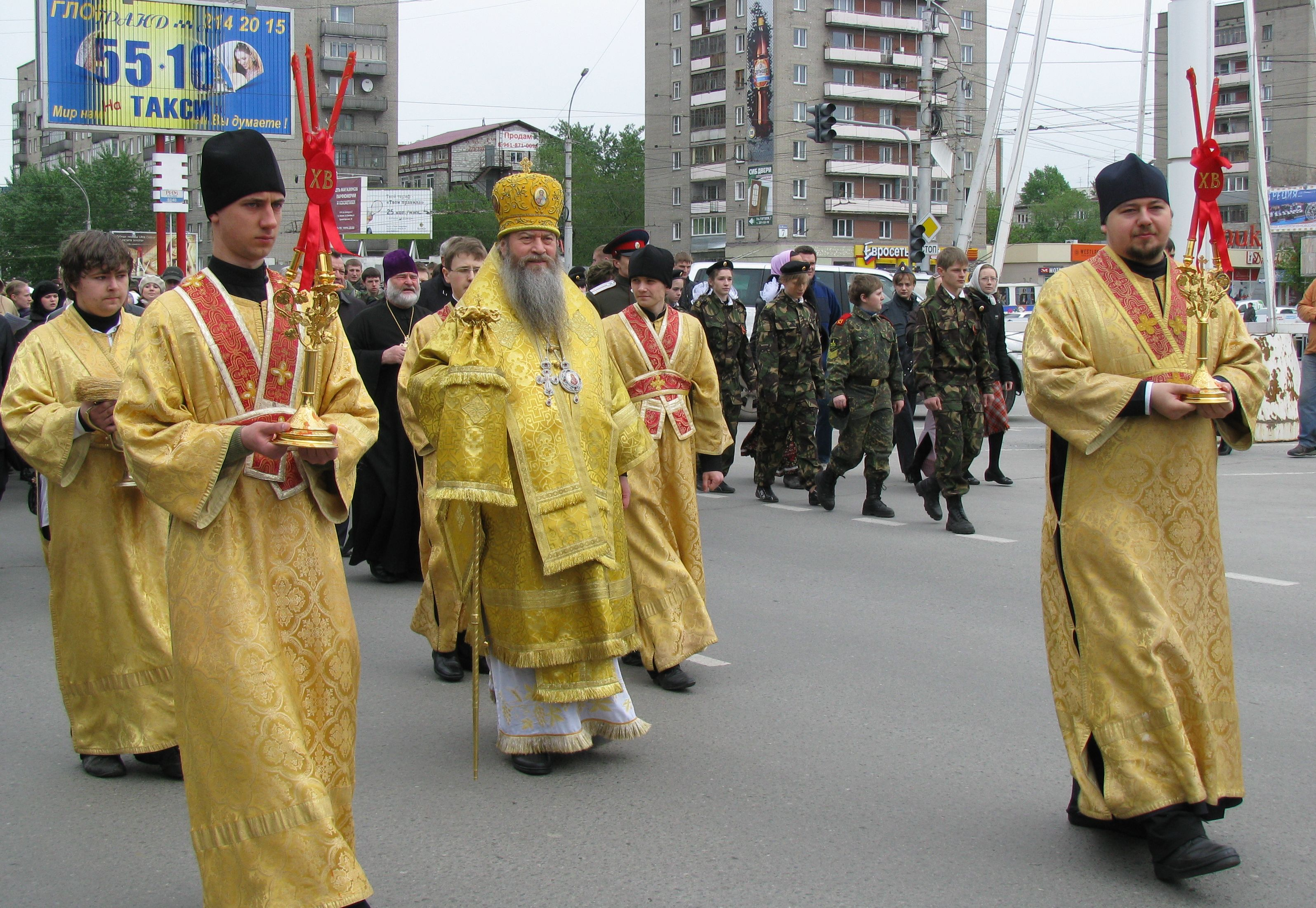
Procession de Pâques à Novossibirsk en 2009.

### De nos jours

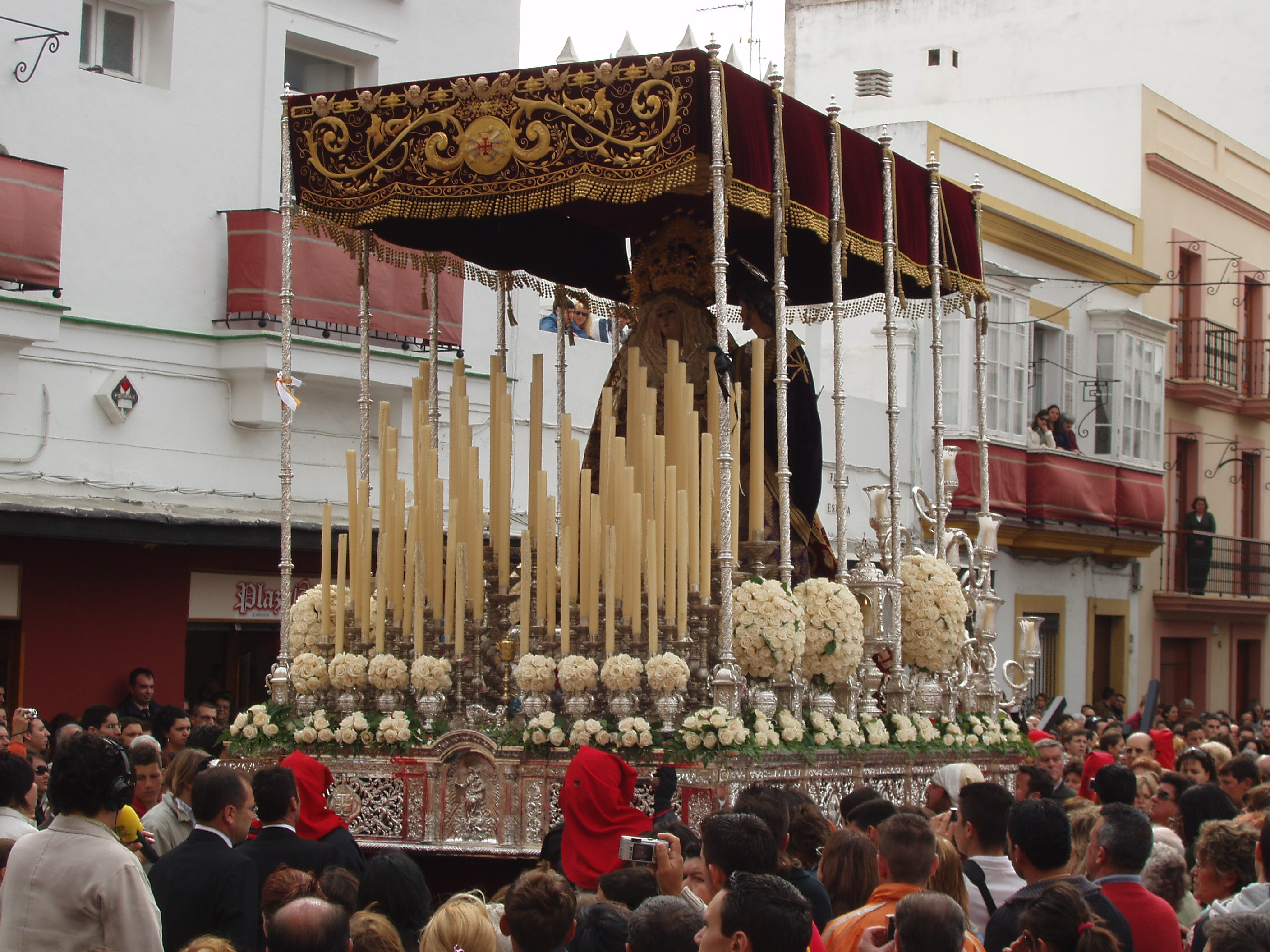
Procession à El Puerto de Santa María, Espagne.

Au XXe siècle, les processions ont continué à se développer dans certaines régions, principalement dans le sud de l'Europe comme en Espagne, Portugal ou en Italie (à Séville les processions de la Semaine sainte attirent chaque année plus d'un million de personnes), tandis que dans certains pays du nord, comme la France, elles ont eu tendance à se tarir. Cependant, depuis les années 2000 on constate un regain d’intérêt pour les processions dans certaines régions de France, comme à Toulon où s'est recréée en 2006 une confrérie de pénitents. Elles s'inscrivent dans une démarche mémorielle et resacralisante, appelée recharge sacrale.
En Bretagne, ces processions sont d'un type particulier, nommé « pardon », et toujours vivaces. L'impact identitaire des ostensions limousines caractérise également ce processus de recharge sacrale.

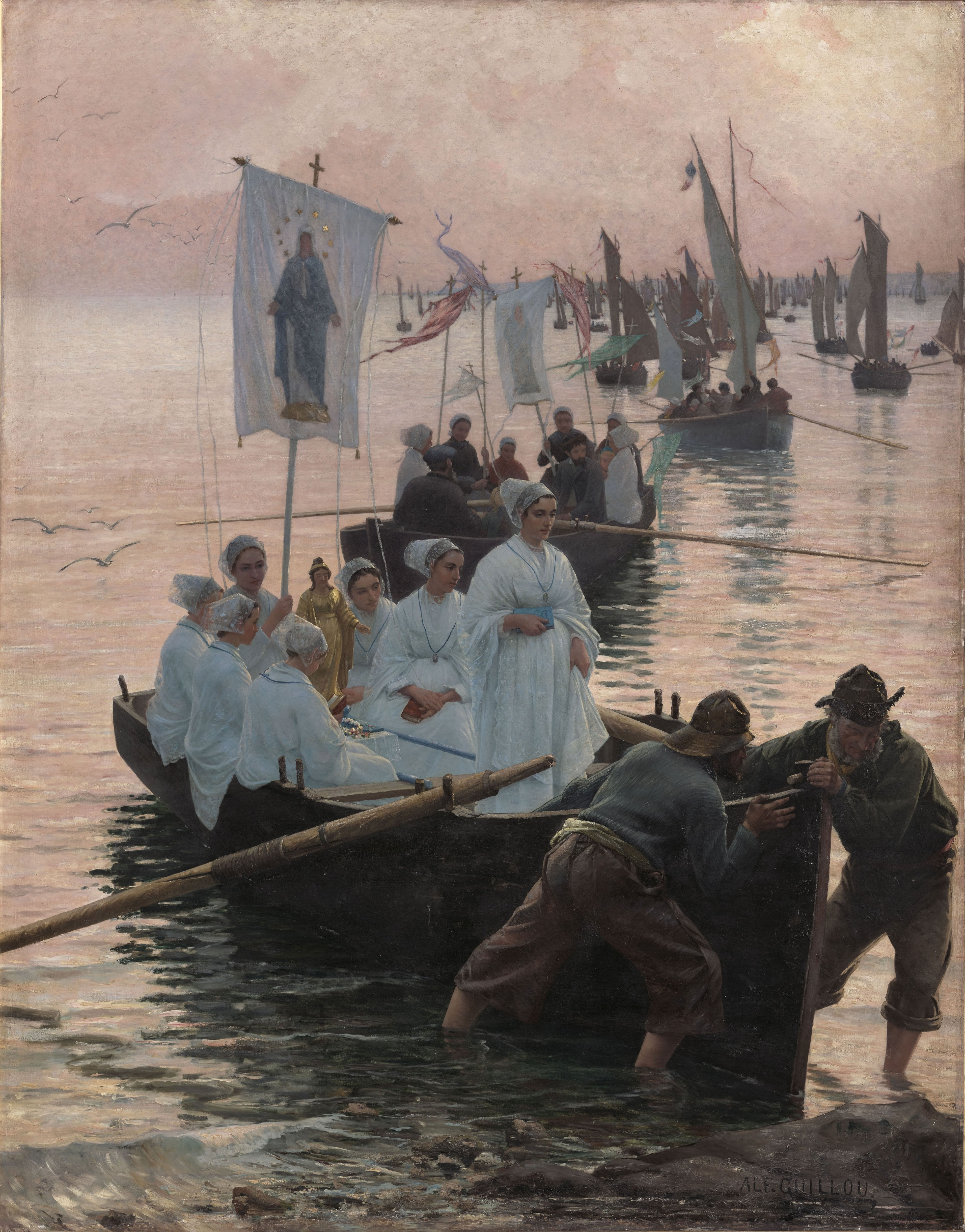
Alfred Guillou 1887 - Arrivée du Pardon de Sainte Anne de Fouesnant à Concarneau - Musée des Beaux Arts de Quimper

En Belgique, en dehors des grandes processions médiatisées, la tradition survit dans les villages, avec un nombre moindre de participants. Les habitants y participent en partie pour des raisons religieuses, en partie pour maintenir les traditions.

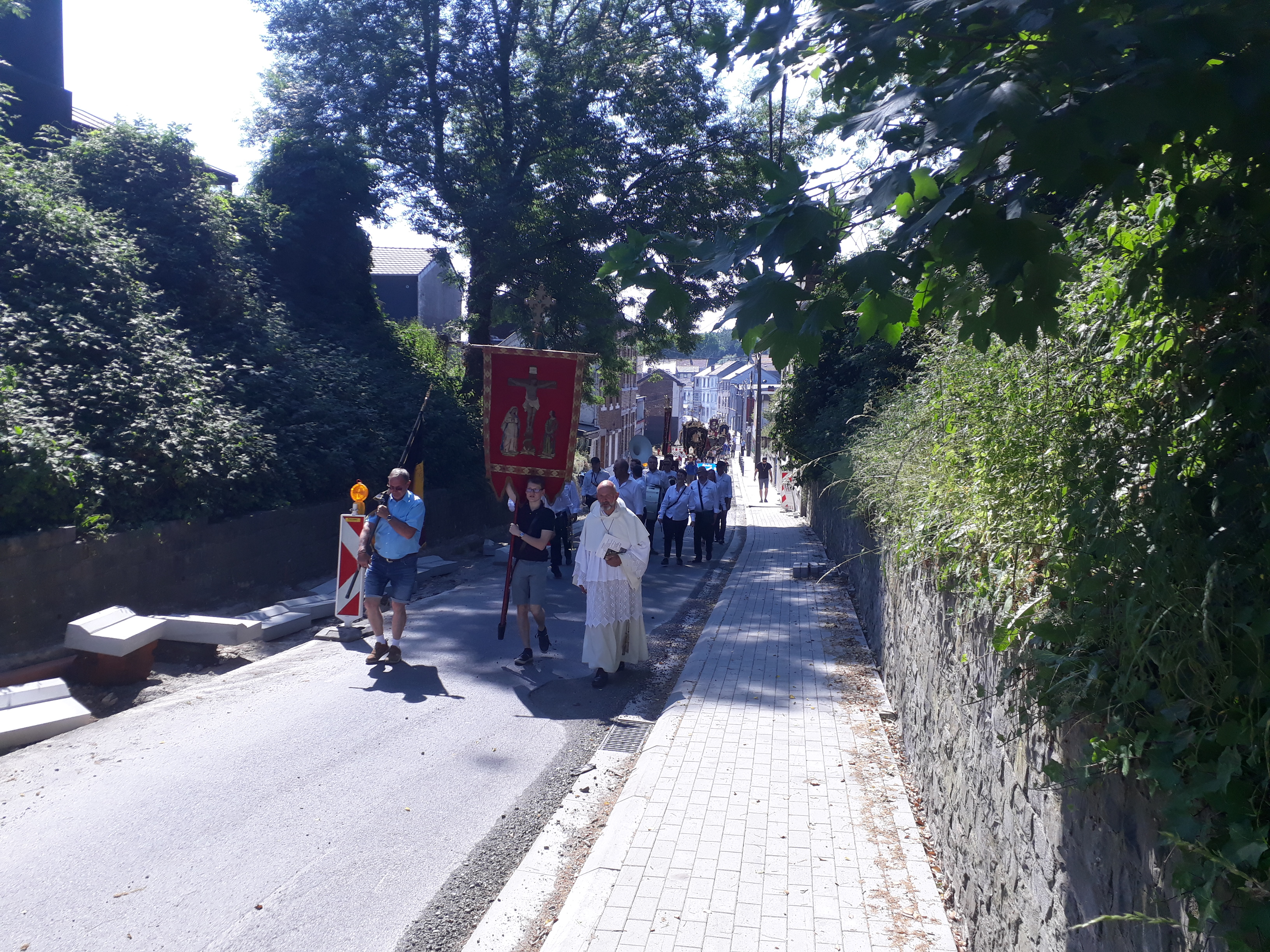
Procession dans le village de Vottem (Belgique) en 2023.

## Les processions liées au temps liturgique

### A des moments particuliers
Au cours de l'année liturgique, plusieurs processions sont prévues par la liturgie romaine :
- la procession du dimanche des Rameaux avec la bénédiction des rameaux ;
- durant la nuit pascale, une procession inaugure la Vigile pascale. On y suit le Christ, Lumière et Vérité pour le monde, sous le symbole du cierge pascal ;
- lors de la fête de la Présentation, une procession honore l'Enfant Jésus, Lumière des nations et Salut des peuples ;
- lors des Rogations ;
- le jour de la fête du Très saint Sacrement (Fête-Dieu) ;
- le jour de la fête du Sacré-Cœur ;
- le jour de l'Assomption ;
- le jour des funérailles, pour accompagner la dépouille à l'église ;
- le jour de la sépulture, pour accompagner le défunt au cimetière.

### A toutes les messes dominicales
A toutes les messes dominicales, des processions d'entrée et de sortie sont effectuées par le prêtre et ses ministres.
Dans cette procession se tiennent :
- le thuriféraire et le naviculaire (toutefois absents lors de la procession de sortie)
- les céroféraires encadrant le cruciféraire.
- le porte-missel
- les ministres ordonnés
- les diacres
- les prêtres
- parfois, l'évêque et ses deux porte-insigne.

## Processions remarquables en Europe

### Allemagne

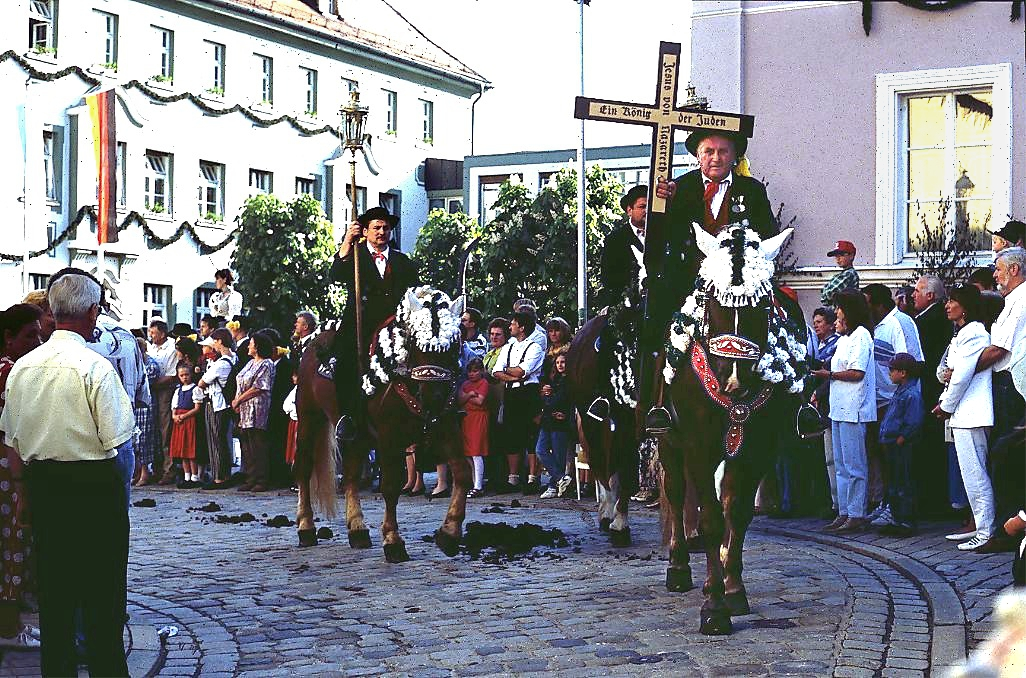
Procession de Kötzting.

- Procession de la Passion à Stuttgart-Bad Cannstatt, le Vendredi saint ;
- La procession équestre de Kötzting, le lundi de Pentecôte, est le pèlerinage équestre le plus important d'Europe ;
- Procession de la Passion à Neu-Ulm, le Vendredi saint ;
- Procession de la Saint-Josse à Tännesberg, procession à cheval ;
- Procession de Wiedenbrück, le Vendredi saint ;
- Procession du Saint-Sang à Weingarten (Wurtemberg), procession à cheval ;
- Nombreuses processions le jour de la Saint-Léonard, en Bavière, notamment à Bad Tölz et à Rottenbuch; elles ont lieu en char à bancs ;
- Nombreuses processions équestres de la Saint-Georges en Bavière ;
- Processions équestres de Pâques en Lusace.

### Autriche
- Procession de la Fête-Dieu à Brixen im Thale, Kirchberg-en-Tyrol et Westendorf dans le Tyrol, procession à cheval dans un parcours de plusieurs villages.

### Belgique

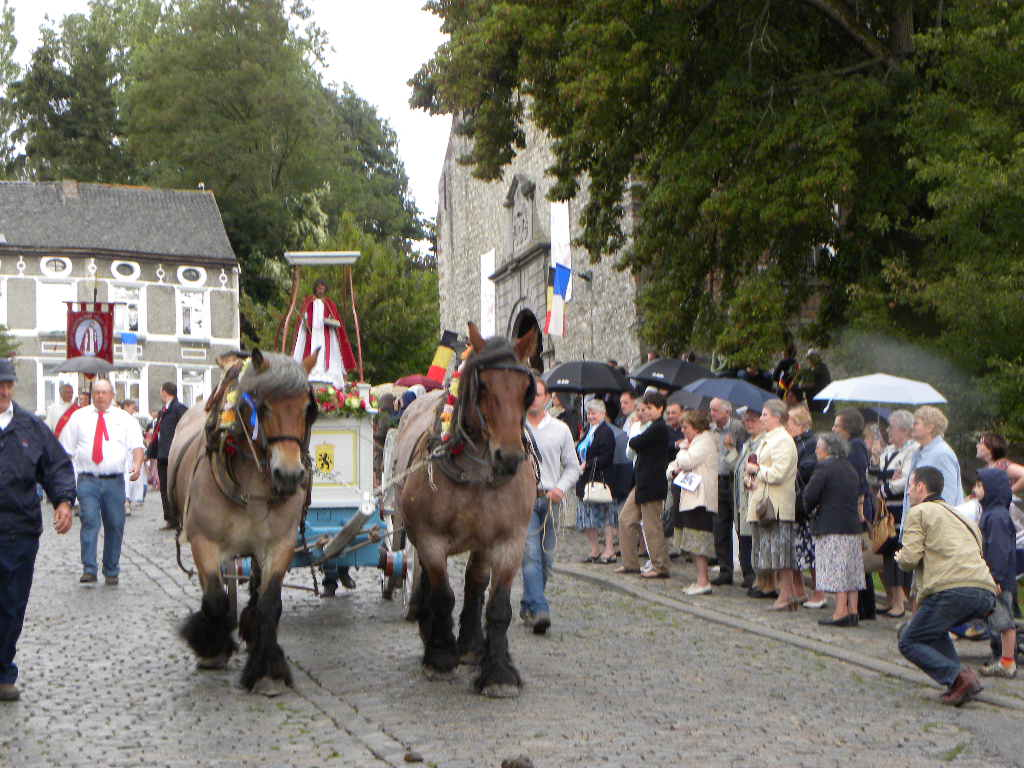
Démarrage du 315° Tour de St Barthélemy à Bousval en 2011.

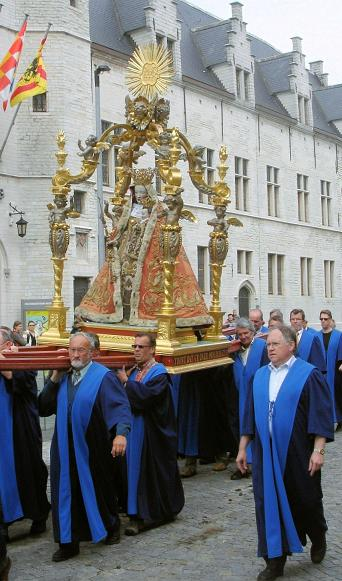
Procession de Notre-Dame d'Hanswijk à Malines en Belgique.

- Procession de la Mise au Tombeau, dite des Pénitents, le Vendredi Saint à Lessines ;
- Procession du Saint-Sang à Bruges ;
- Procession des Pénitents à Furnes ;
- Le Tour de Saint Barthélemy, Bousval ;
- La sortie du Car d'Or lors de la Ducasse de Mons ;
- La procession de Notre Dame des Victoires, dite de l'Ommegang de Bruxelles ;
- Le Tour Sainte Gertrude à Nivelles ;
- Procession septennale du Couronnement à Tongres ;
- Procession septennale Virga Jesse à Hasselt ;
- La Grande procession de Tournai à Tournai ;
- Procession et Tour Sainte Renelde à Saintes (Tour équestre) ;
- Procession et Tour St Vincent à Soignies ;
- Procession de l'Assomption dite de la Vierge noire, en Outremeuse à Liège, le 15 août.

#### Moindre importance
- Le Tour de la Madeleine à Jumet ;
- Tour de la Saint Jean à Lillois ;
- Tour de Sainte Corneille à Mille (Beauvechain) ;
- Grand Tour de Notre Dame de Paix et de Concorde à Wavre[7] ;
- Tour de Saint Vincent à Soignies (lundi de Pentecôte) ;
- Procession de la Pucelette et tour de Wasmes ;
- Tour Sainte-Croix à Marbais ;
- Procession Saint Martin à Horrues ;
- Procession de l'Assomption à Warnach (Fauvillers, section de Tintange) ;
- Tour Saint-Roch à Thuin ;
- Procession Saint Médard à Rouveroy (depuis 1662) ;
- Procession Sainte Rolende de Gerpinnes[8] ;
- Procession de l'Assomption en Outremeuse à Liège (le 15 août) ;
- Procession de Notre-Dame des Affligés à Villers-la-Ville (deuxième dimanche de mai) ;
- Procession et Marche Militaire de Saint-Roch à Ham-sur-Heure (depuis 1638, le dimanche qui suit le 15 août).
- Procession de Bois-de-Lessines (deuxième dimanche de mai) ;

### Espagne
- Semaine sainte à Astorga ;
- Semaine Sainte à Carthagène ;
- Semaine sainte à Grenade ;
- Semaine sainte à Palencia ;
- Semaine sainte à Plasencia ;
- Semaine sainte à Saragosse ;

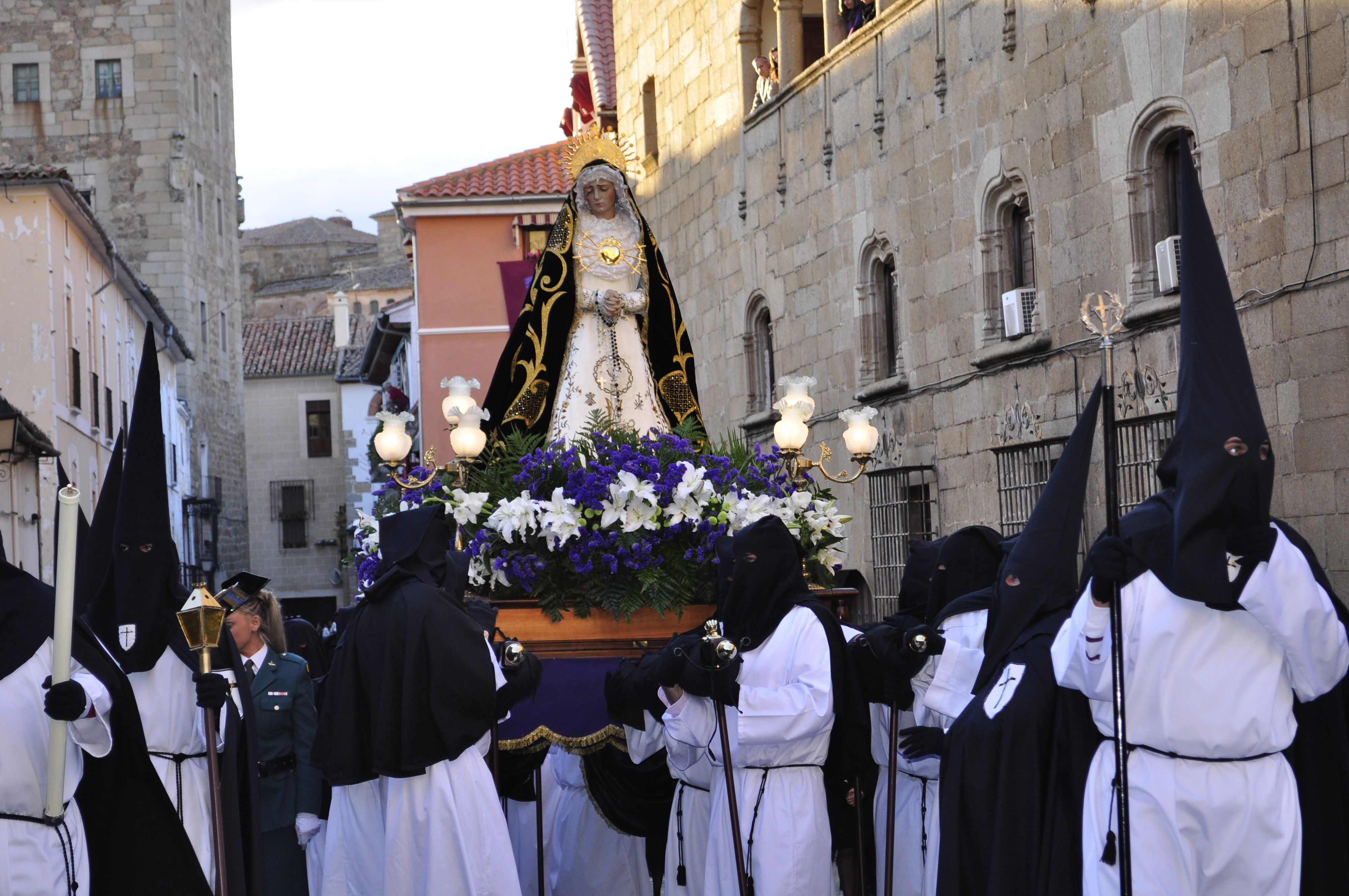
Semaine sainte à Plasencia en Espagne.

- Semaine sainte à Séville, la plus célèbre ;
- Semaine sainte à Viveiro.

### France
- La Granitula est une procession du Vendredi saint en Corse ;
- La Procession de la Sanch est une procession du Vendredi Saint à Perpignan ;
- Le Tour du Saint Cordon à Valenciennes ;
- La procession de la Lunade à Tulle, elle a lieu pour la Saint-Jean en hommage à saint Jean Baptiste qui aurait libéré la ville de la peste depuis 1347.
- La procession de Neuf lieues à Magnac-Laval a lieu tous les ans le lundi de Pentecôte en hommage à saint Maximin, patron de la ville.

### Italie
Nombreuses processions, dont :

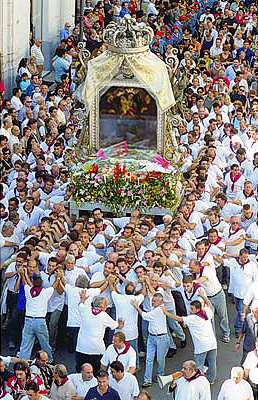
Procession de Notre-Dame de Consolation à Reggio de Calabre, le 15 septembre.

- La procession aux chandelles de la Sainte-Agathe à Catane ;
- Les processions de la Semaine sainte à Enna en Sicile, organisées par les confréries de pénitents ;
- La procession de l'Assomption à Messine ;
- La procession de Notre-Dame de la Consolation à Reggio de Calabre, le 15 septembre ;
- Les processions de la Semaine sainte à Tarente ;
- Les processions de la Semaine sainte à Lanciano (Abruzzes).

### Luxembourg
- La procession d'Echternach est une procession dansante du mardi de la Pentecôte.

### Portugal

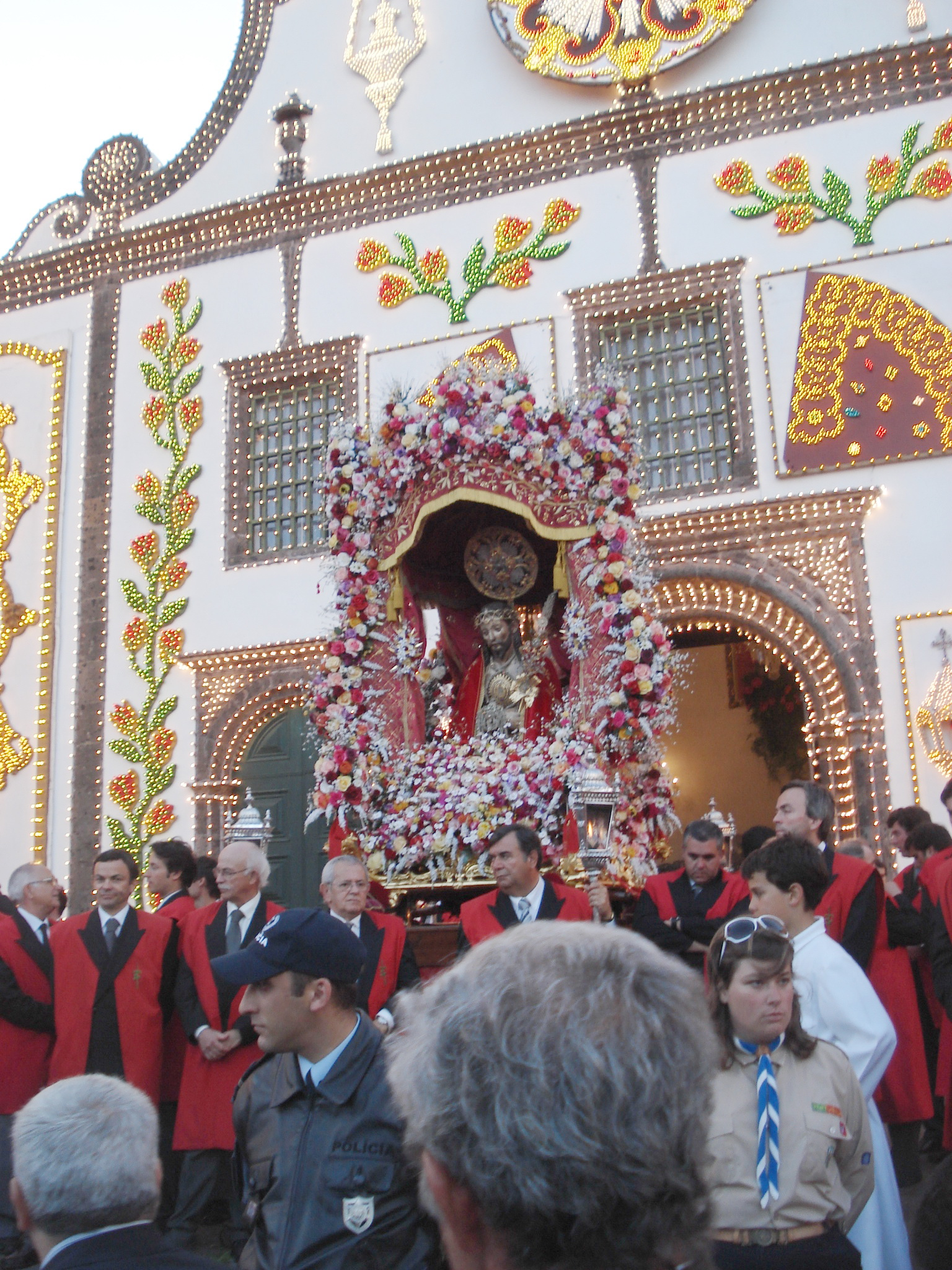
Procession du “Senhor Santo Cristo dos Milagres” à Ponta Delgada.

- Les processions de la Semaine sainte à Braga ;
- Les processions du Carême de Mafra ;
- “Romaria de Nossa Senhora da Agonia”, à Viana do Castelo ;
- La procession du “Senhor Santo Cristo dos Milagres”, à Ponta Delgada.
- La procession du "Senhor dos Passos", à São Mamede de Infesta.

## Processions remarquables en Amérique

### Cuba
Procession de la Vierge de la Charité d'El Cobre à Cuba.

### Guatemala

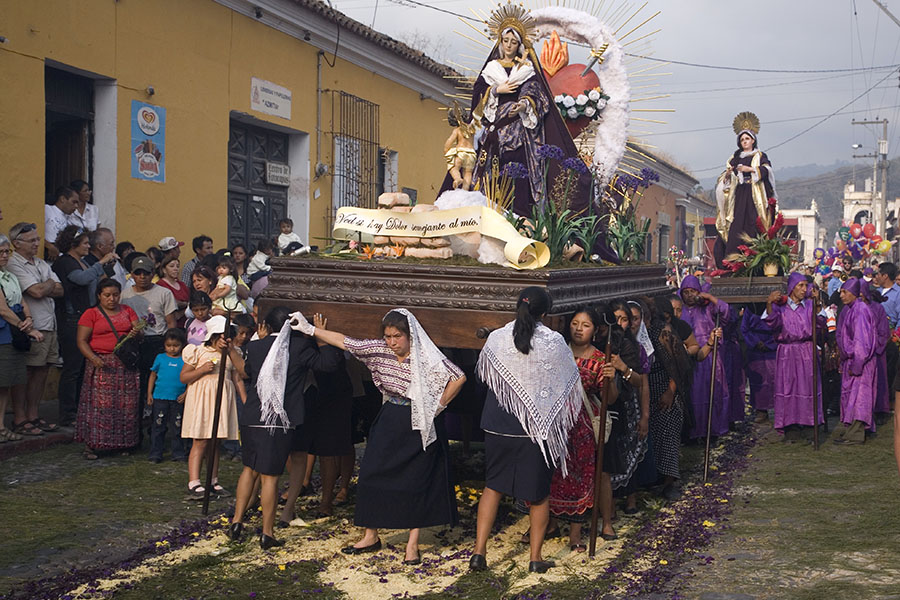
Semaine sainte à Antigua Guatemala.

Processions de la Semaine sainte à Antigua Guatemala, organisées par les confréries de pénitents. Ces processions ont lieu tous les samedis et dimanches, pendant les 6 semaines précédant Pâques. Sur le chemin des processions, les riverains, pénitents ou groupes de croyants dressent des alfombras, des tapis éphémères, de légumes, fleurs, fruits, sciures colorées, ou autres comme café, produits de recyclage, etc. Les processions durent généralement de 10-11 h du matin à 10-11 h du soir ; sur le chemin des milliers de pénitents, appelés localement les « Cucuruchos » — tous habillés d'une sorte de soutane violette ; avec ou sans chapeau pointu — attendent leur tour pour porter le char de leur paroisse, sous lequel ce relaient entre 40 et 90 pénitents (selon la taille du char) à chaque tour. Sur le char une statue du Christ portant la croix. Avant et après le char des orchestres ambulants. Le tout étant encadré par des hommes en habits de Romains. Suit ensuite le char à l'effigie de la Vierge porté par les femmes pénitentes, toutes vêtues de noir, et la tête couverte d'un châle ou d'une mantille en dentelle blanche.

### Venezuela

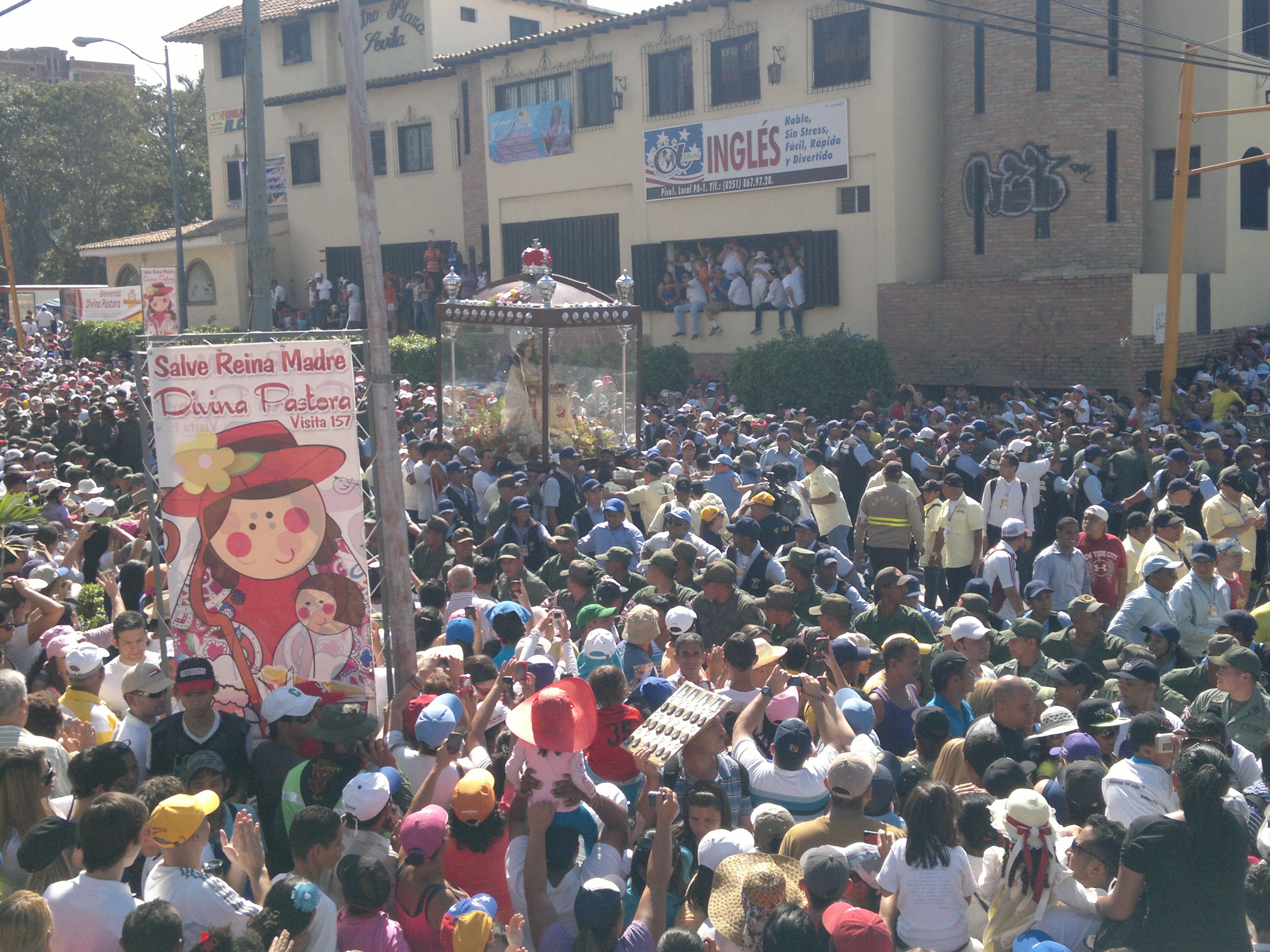
Procession de la Divina Pastora.

#### Divina Pastora
La Divina Pastora (Divine Bergère) est un vocable mariale de l'Église catholique. Son image est vénérée  dans l'État de Lara, au Venezuela, principalement dans le sanctuaire de Santa Rosa, situé dans la paroisse civile de Santa Rosa d'Iribarren à Barquisimeto. Chaque 14 janvier se déroule un pèlerinage marial de grande ampleur, avec l’une des plus grandes processions mariales du monde en termes de fréquentation. Des fidèles transportent sa statue depuis l'église Sainte-Rose-de-Lima située dans le village de Santa Rosa del Cerrito à l'est de Barquisimeto jusqu'à la cathédrale métropolitaine de Barquisimeto, puis, sur le chemin du retour, se rendent dans les 44 temples et églises des différentes paroisses de l'État.

#### Autres
Dans la plupart des villes, il est de coutume de réaliser des processions des saints de chaque jour en fonction de leur vénération, par exemple le 19 mars dans de nombreux endroits, l'image de saint Joseph est portée en procession, le 8 décembre pour l'Immaculée Conception, le 16 juillet pour Notre-Dame du Mont-Carmel, le 11 septembre pour Notre-Dame de Coromoto, le 1er octobre pour sainte Thérèse de l'Enfant Jésus, le 13 juin pour saint Antoine de Padoue, le 24 juin pour saint Jean Baptiste, le 12 octobre pour Notre-Dame du Pilar...